# Palmicultor browni
Palmicultor browni är en insektsart som först beskrevs av Williams 1960.  Palmicultor browni ingår i släktet Palmicultor och familjen ullsköldlöss. Inga underarter finns listade i Catalogue of Life.